# 标赫
标赫（Buro Happold；原名BuroHappold Engineering）是一家英国服务公司，为建筑提供工程咨询、设计、规划、项目管理和咨询服务。它于1976年由艾德蒙·哈波尔德（Edmund Happold）在巴斯创立。
该公司最初主要从事中东的项目，现在拓展至全球范围，涉及建筑环境工程的几乎所有领域。